# Zhi-Gong-Partei

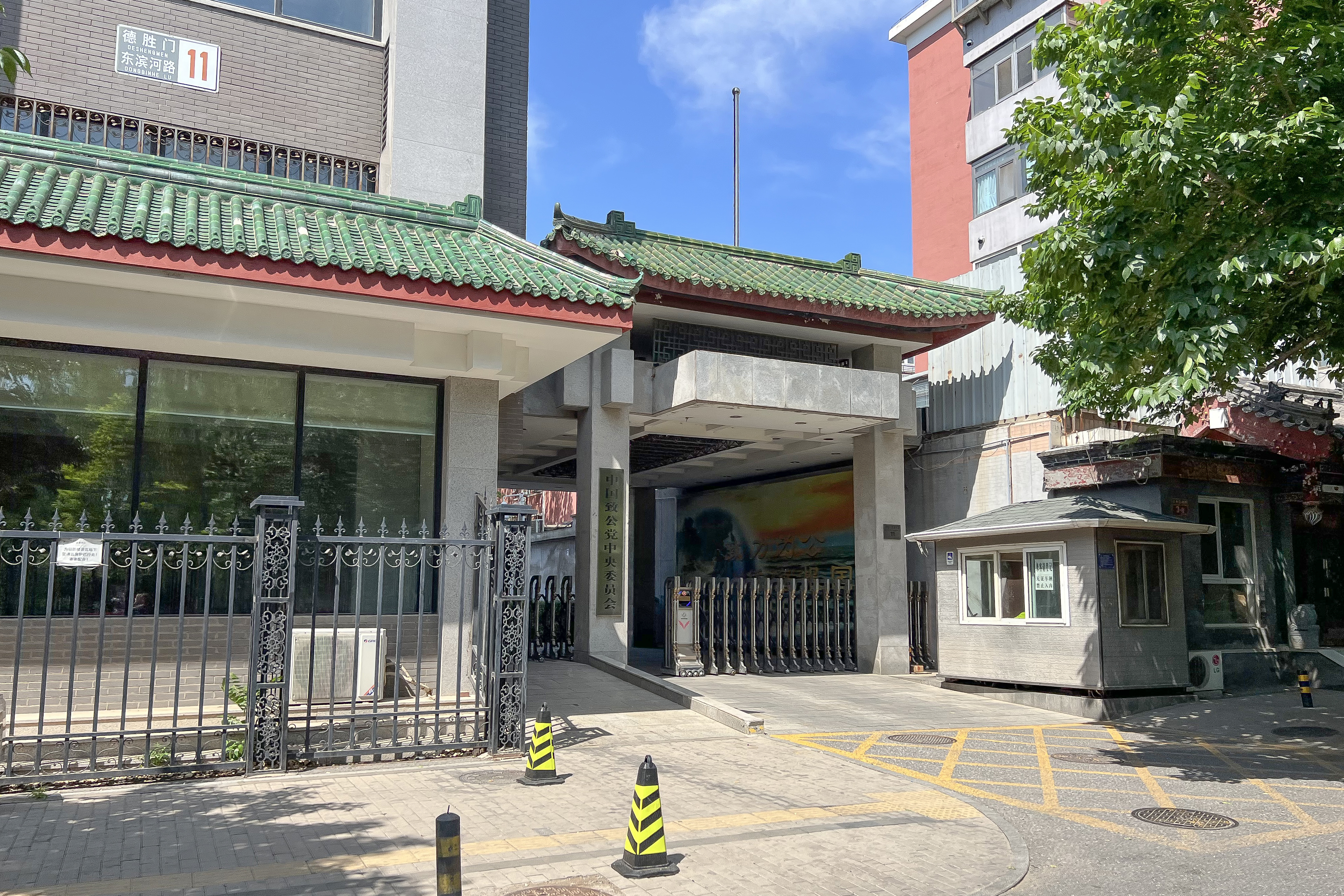
Zentralkomitee in Peking (2023)

Die Zhi-Gong-Partei (chinesisch 中國致公黨 / 中国致公党, Pinyin Zhōngguó Zhìgōngdǎng – „Partei des Gemeinwohls Chinas“) ist eine der als "Acht demokratische Parteien und Gruppen" bezeichneten Organisationen in der Volksrepublik China.

## Geschichte
Die Zhi-Gong-Partei wurde im Oktober 1925 in San Francisco gegründet, die Parteizentrale aber schon 1926 nach Hongkong verlegt. Die Partei wurde nach ihrer Gründung von den ehemaligen Kuomintang-Mitgliedern Chen Jiongming und Tang Jiyao geführt. Sie setzte sich für den Föderalismus und eine Mehrparteiendemokratie in China ein. Nach der Mandschurei-Krise war die Partei anti-japanisch eingestellt und unterstützte Propaganda und Boykotte gegen Japan. Während der japanischen Besetzung Hongkongs 1941 wurde sie fast vollständig aufgelöst.
Auf dem dritten Parteikongress 1947 orientierte sich die Partei politisch nach links. Seitdem ist sie ein Sprachrohr der Auslandschinesen. Auch nach der Gründung der Volksrepublik China hat sie diese Rolle beibehalten. Im April 2007 wurde Wan Gang, stellvertretender Vorsitzender der Zhi-Gong-Partei, zum Technologieminister der Volksrepublik China ernannt und war damit seit den 1950er Jahren das erste Regierungsmitglied, das nicht aus den Reihen der Kommunistischen Partei Chinas stammte.